# Divisione di Indore
La divisione di Indore è una divisione dello stato federato indiano del Madhya Pradesh, di 10 041 738 abitanti. Il suo capoluogo è Indore.
La divisione di Indore comprende i distretti di Alirajpur, Barwani, Burhanpur, Dhar, Indore, Jhabua, Khandwa e Khargone.